# Postfuhramt
Das Postfuhramt (früher: Kaiserliches Postfuhramt) ist ein repräsentatives Backsteingebäude an der Oranienburger Straße im Berliner Ortsteil Mitte des gleichnamigen Bezirks. Es wurde 1881 fertiggestellt und war seinerzeit eines der größten Behördenbauwerke in Berlin. Seit 1975 steht es unter Denkmalschutz. Ottomar Anschütz führte hier am 25. November 1894 zum ersten Mal bewegte Bilder für ein Publikum vor, ein Vorgänger des Kinos.

## Vorgeschichte
Seit 1713 stand auf diesem Grundstück ein Wohnhaus für Postillone – das waren private Fuhrleute, die im Auftrag der Post die Beförderung von Personen und Postsendungen erledigten. Nach 1766 befand sich hier die Posthalterei mit Wohnräumen des königlichen Posthalters, eines Generalunternehmers, der alle Fuhraufgaben des Postwesens übernahm und ausführen ließ. In der zweiten Hälfte des 19. Jahrhunderts war diese traditionelle Struktur dem lebhaften Postfuhrverkehr in Berlin nicht mehr gewachsen. 1874 wurde der Postfuhrbetrieb der Reichspost eingegliedert und einem neu gegründeten Postfuhramt übertragen.

## Geschichte

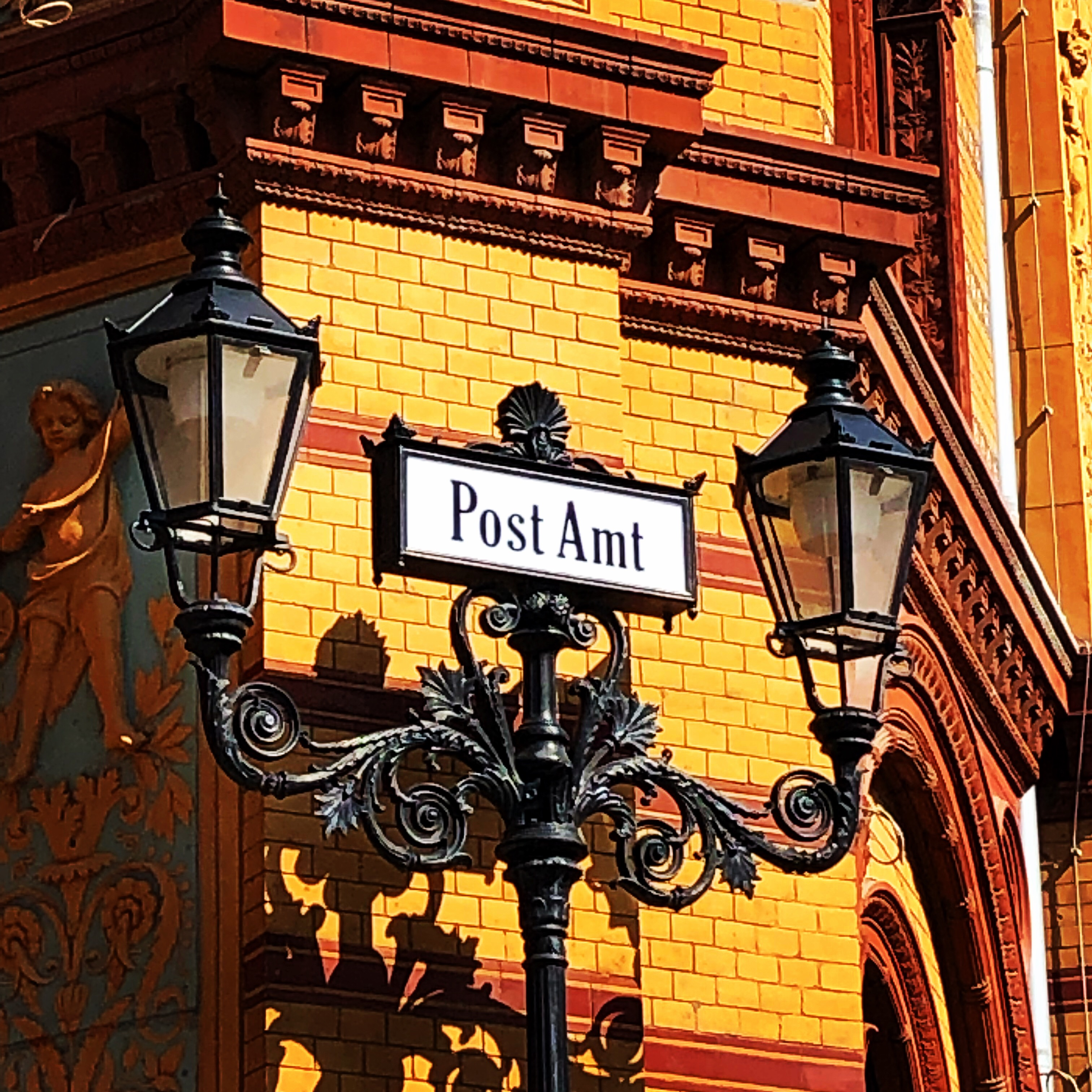
Historisches Schild mit unnötigem Deppenleerzeichen

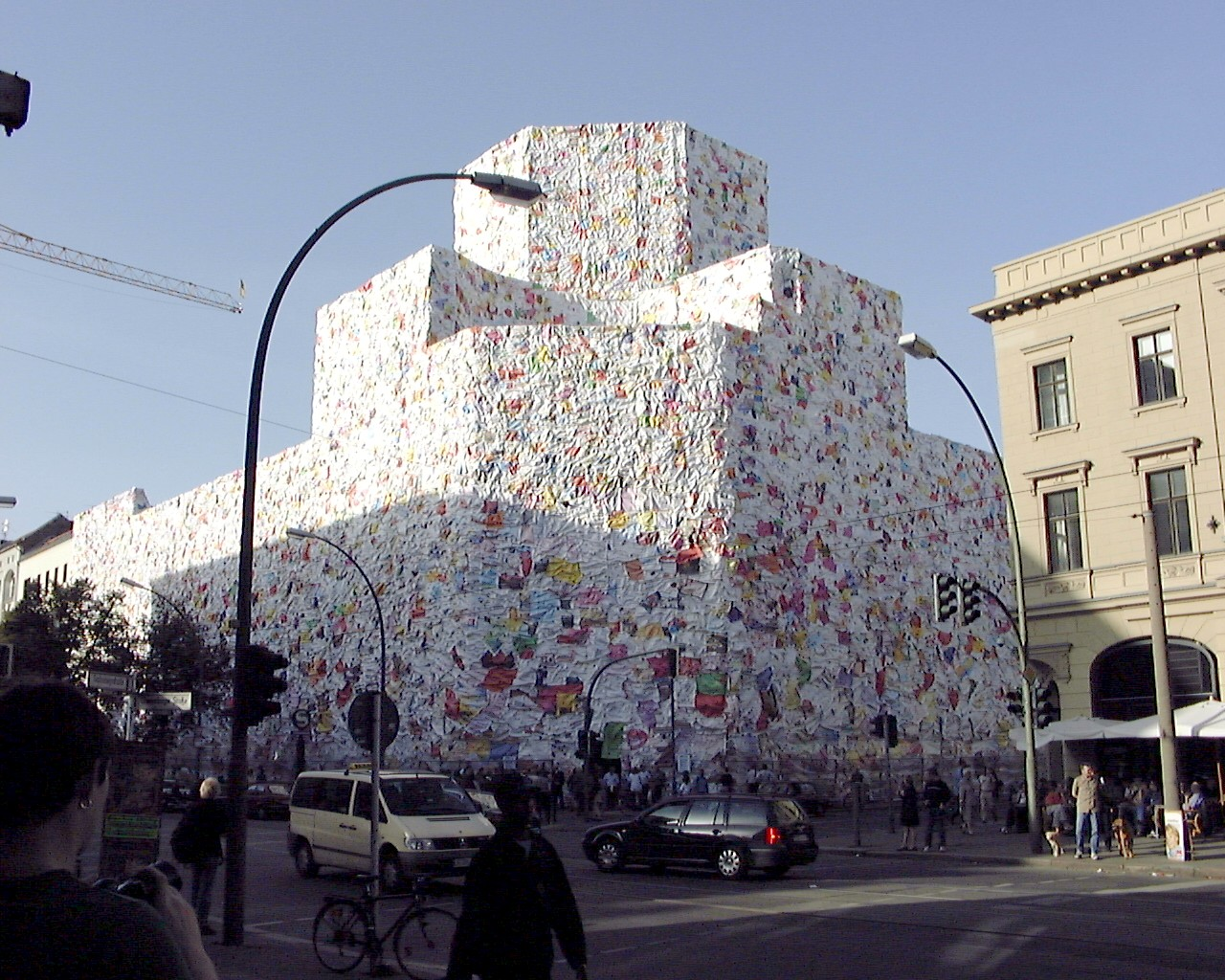
Postfuhramt 2001, verhüllt mit 5000 Liebesbriefen

Unmittelbarer Anlass für den Bau des Postfuhramtes war einerseits der mit dem zunehmenden Fuhrbetrieb anwachsende Bedarf von Pferden, andererseits die katastrophale Hygiene und die Baufälligkeit der alten Stallungen; im März 1874 verendeten dort zahlreiche Tiere. Zunächst baute man im Hof der geplanten neuen Anlage zwei zweigeschossige Ställe für insgesamt etwa 250 Pferde. Die unteren Etagen waren teilweise in den Boden eingelassen, die oberen über Rampen erreichbar. Als der Postbetrieb 1925 grundlegend modernisiert wurde, verschwanden diese Stallgebäude. Im Hof entstanden eine Ladestelle und eine Wagenhalle; beide wurden im Zweiten Weltkrieg zerstört.
Außer dem Postfuhramt beherbergte das Gebäude im Lauf der Zeit das Annahme-Postamt N 24, dessen Schalterhalle unter der hohen Kuppel hinter dem Hauptportal lag, die Paketausgabe des gegenüberliegenden Paketpostamtes, technische Anlagen der Berliner Stadtrohrpost, Teile des Fernsprechamtes 3, Unterrichtsräume der Post- und Telegrafenschule, die hier zwischen 1885 und 1905 untergebracht war, sowie mehrere Dienstwohnungen für Mitarbeiter der Post.
Der Postbetrieb wurde 1995 endgültig eingestellt. Zwischen 1997 und 2001 fanden in den Räumen des Postfuhramtes wechselnde Ausstellungen statt. Am 13. Juli 2005 meldete die Deutsche Post AG den Verkauf des Grundstücks an einen Investor von „internationalem Rang“, dessen Identität man lange geheim hielt. Mitte 2006 wurde bekannt, dass es sich um den israelischen Investor Adi Keizman, Ehemann von Ofra Strauss, handelt. Nach längerem Leerstand begann im Juni 2006 eine Zwischennutzung als Ausstellungsort für Architektur, Design und vor allem für Fotografie durch C/O Berlin, International Forum for Visual Dialogues. Der neue Eigentümer der Immobilie, die israelische Investorengruppe Elad, plante dort unter anderem ein Hotel und Wohnungen zu errichten. Mitte 2010 gab es dann Medienbeiträge über die Kündigung des Mietvertrag der Fotografiegalerie C/O Berlin. Die Zwischennutzung durch die Fotogalerie sollte zum Ende des Jahres 2012 beendet werden. Im August 2012 wurde bekannt, dass das Gebäude an Biotronik weiterverkauft wurde.

## Architektur

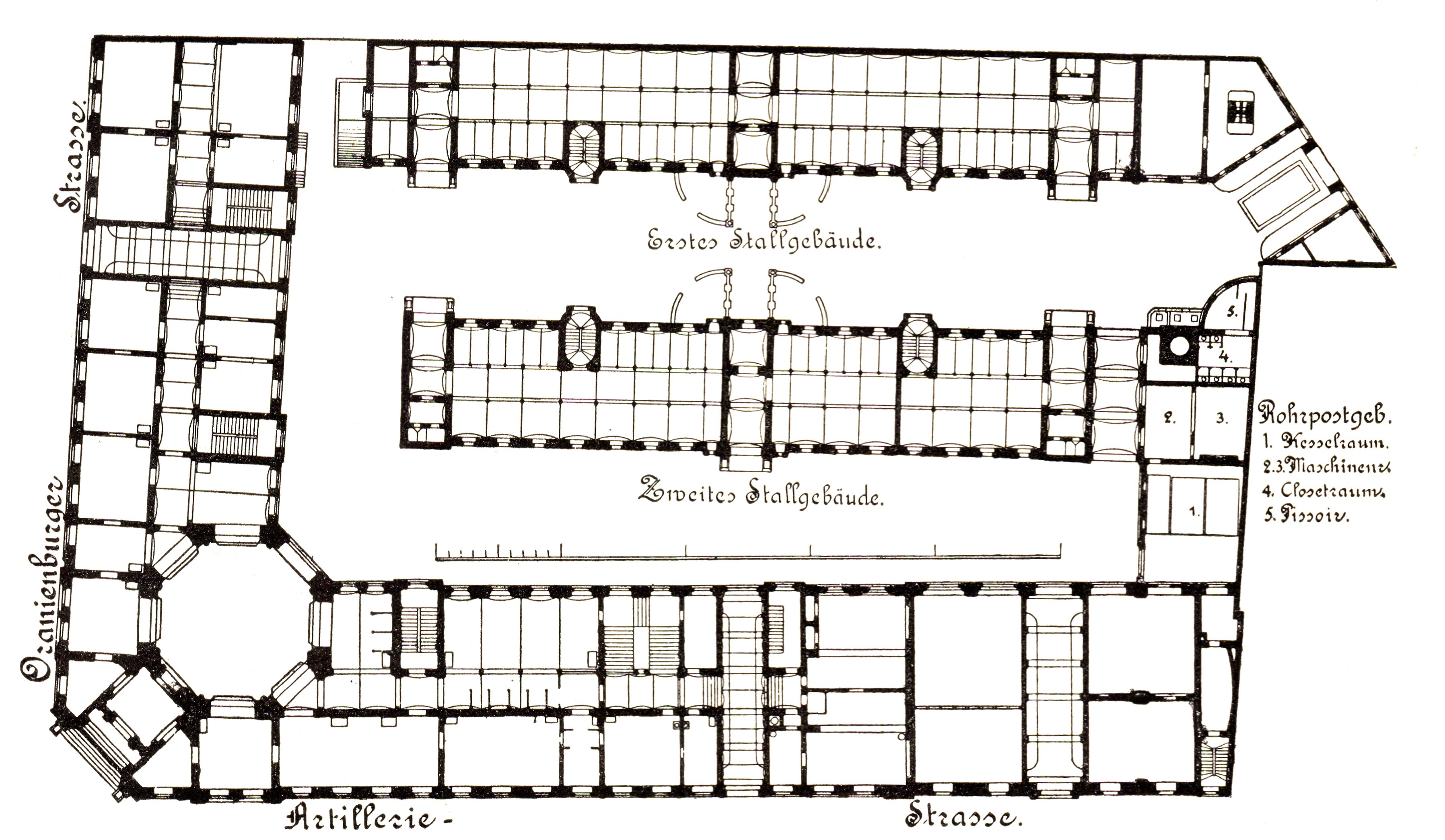
Grundriss des Gebäudes, 1896

Nachdem die alte Bebauung abgetragen war, entstand zwischen 1875 und 1881 ein aufwendig gestaltetes Bauwerk für das neu geschaffene Amt. Der Generalpostmeister Heinrich von Stephan beteiligte sich an der Konzeption, der Architekt Carl Schwatlo, als Regierungs- und Baurat im Generalpostamt verantwortlich für zahlreiche Bauten der kaiserlichen Post, entwarf den Bau, die Bauleitung lag bei dem Postbaurat Wilhelm Tuckermann. Auf dem weitläufigen Eckgrundstück wurde ein dreigeschossiges Hauptgebäude errichtet, dessen zwei Flügel in der Oranienburger Straße und zum größeren Teil in der Tucholskystraße (bis 1951: Artilleriestraße) liegen. Die gelben Klinkerfassaden mit roten und blauen Schmuckelementen, mit Formsteinen, Gesimsen und Terrakotta-Ornamenten erinnern an Beispiele der oberitalienischen Frührenaissance. Das Hauptportal liegt in einer monumentalen Rundbogennische, die sich an der abgeschrägten Straßenecke über die ganze Höhe der Fassade erstreckt. Darüber erhebt sich ein achteckiger Turmaufsatz zwischen zwei kleinen Kuppeln – ein architektonischer Bezug zu den Kuppeln der nahe gelegenen Neuen Synagoge, die 1866 fertiggestellt worden war.
Zwölf Kinderfiguren mit unterschiedlichen Attributen des Postwesens auf Ornamentbändern zu beiden Seiten des Hauptportals symbolisieren die verschiedenen Bereiche der Post, die hier erstmals in einem Gebäude zusammengefasst waren. Auf dem Dach über dem Bogen des Hauptportals war ursprünglich eine allegorische Figurengruppe aus Sandstein angebracht; sie wurde im Zweiten Weltkrieg schwer beschädigt und 1953 abgebaut. Zwischen den Fensterbögen des Erdgeschosses zeigen 25 (von einst 26) Porträtmedaillons Persönlichkeiten, die sich seit der Antike bis ins 19. Jahrhundert um das Post- und Nachrichtenwesen verdient gemacht hatten – vom persischen König Darius bis zum Physiker Gustav Robert Kirchhoff. Auf der Hofseite des Gebäudeflügels an der Tucholskystraße ist das Terrakottarelief einer vierspännigen Postkutsche erhalten.
Das Postfuhramt erlitt im Zweiten Weltkrieg erhebliche Schäden. 1943 wurde der Gebäudeteil an der Tucholskystraße bei alliierten Luftangriffen durch Brand- und Sprengbomben beschädigt, 1944 brannte der Abschnitt an der Oranienburger Straße bis zum ersten Obergeschoss nieder. 1973 begannen erste, kleinere Wiederherstellungsarbeiten. Nach weiteren Arbeiten an verschiedenen Teilbereichen – die Hoffassade des Flügels an der Oranienburger Straße wurde stark vereinfacht wiederhergestellt – erfolgte schließlich zwischen 1986 und 1989 die Restaurierung des Bestelldetails einschließlich Turm und Kuppeln.

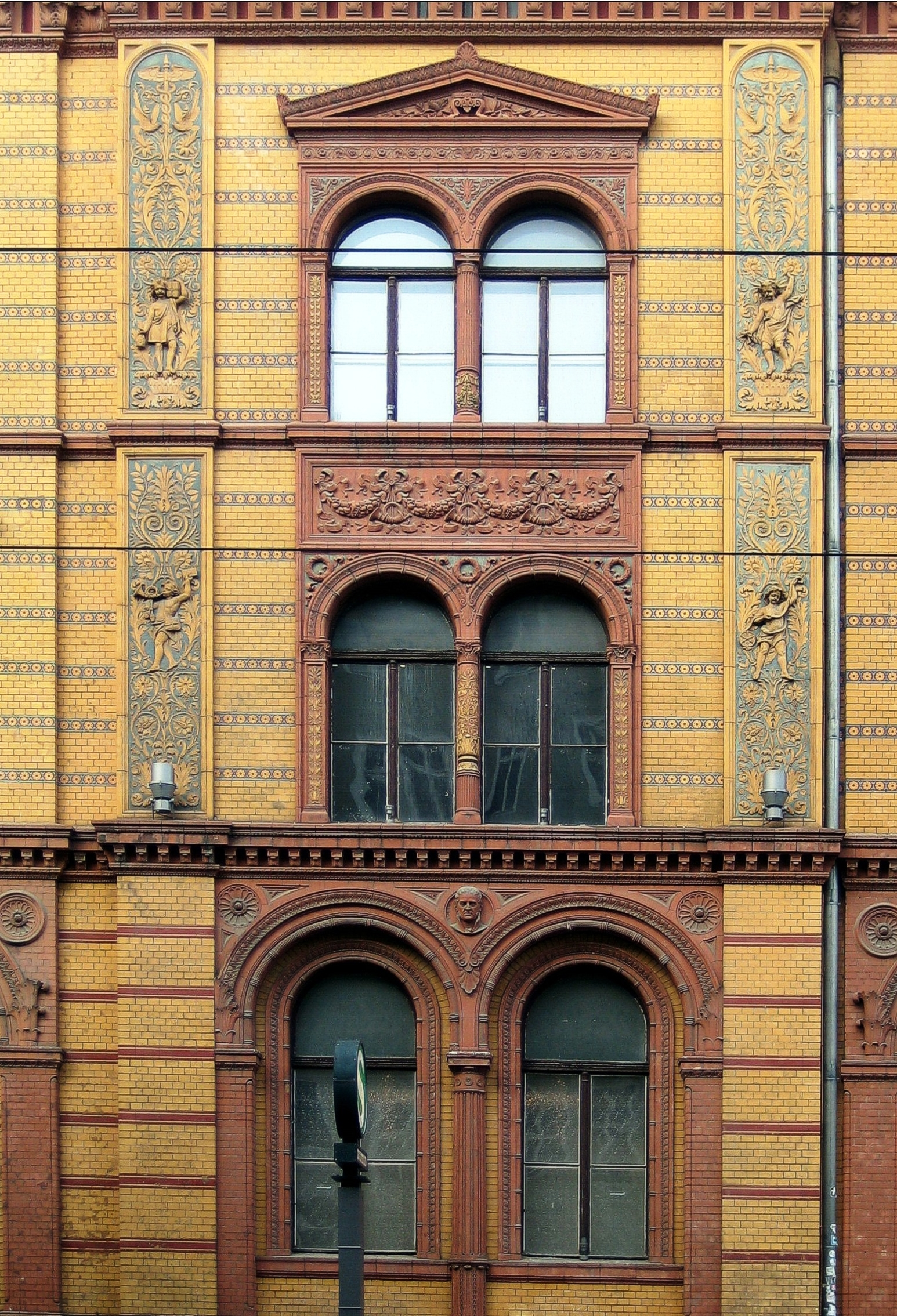
Fensterachse in der Oranienburger Straße
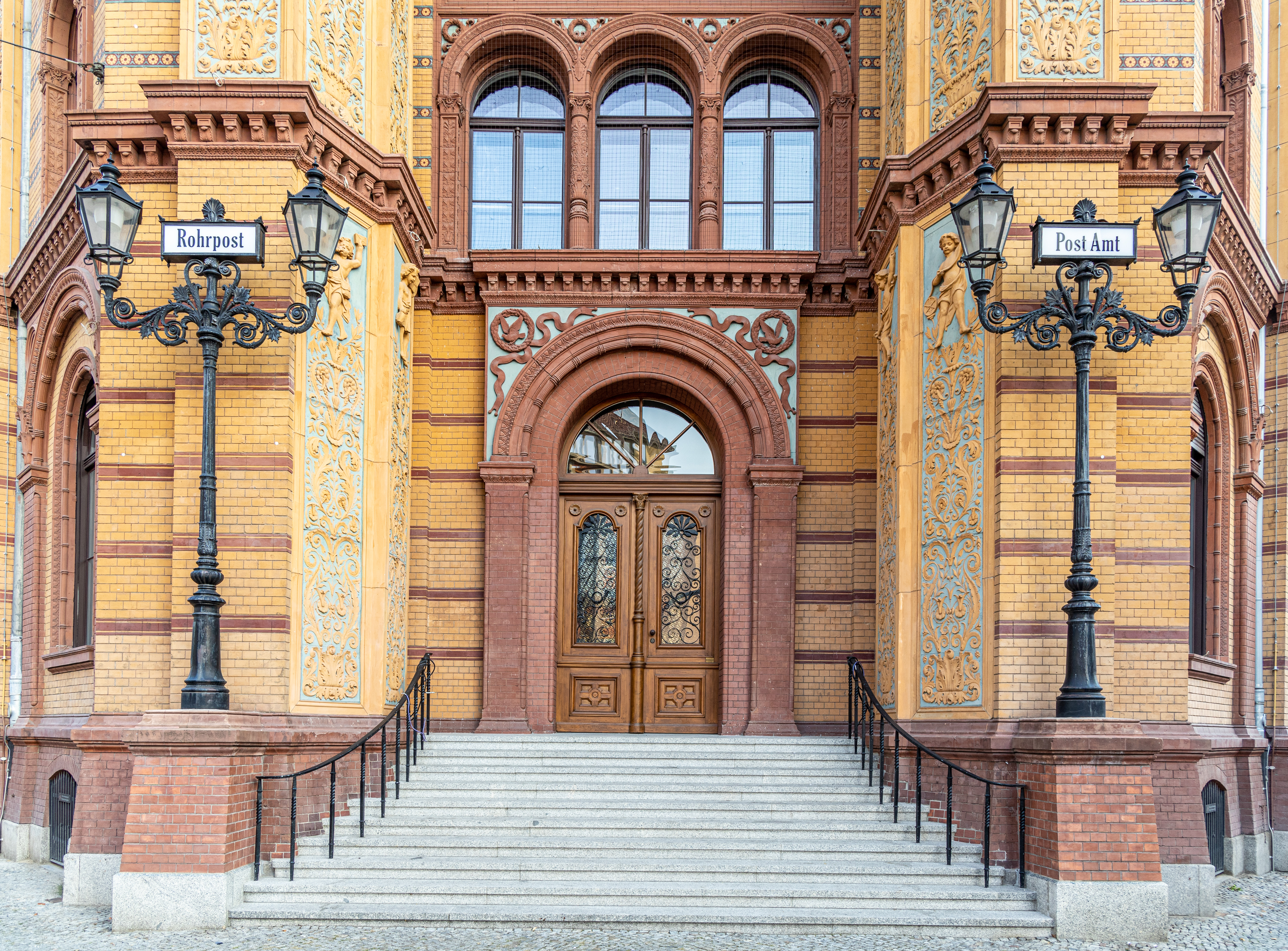
Portal an der Oranienburger / Ecke Tucholskystraße
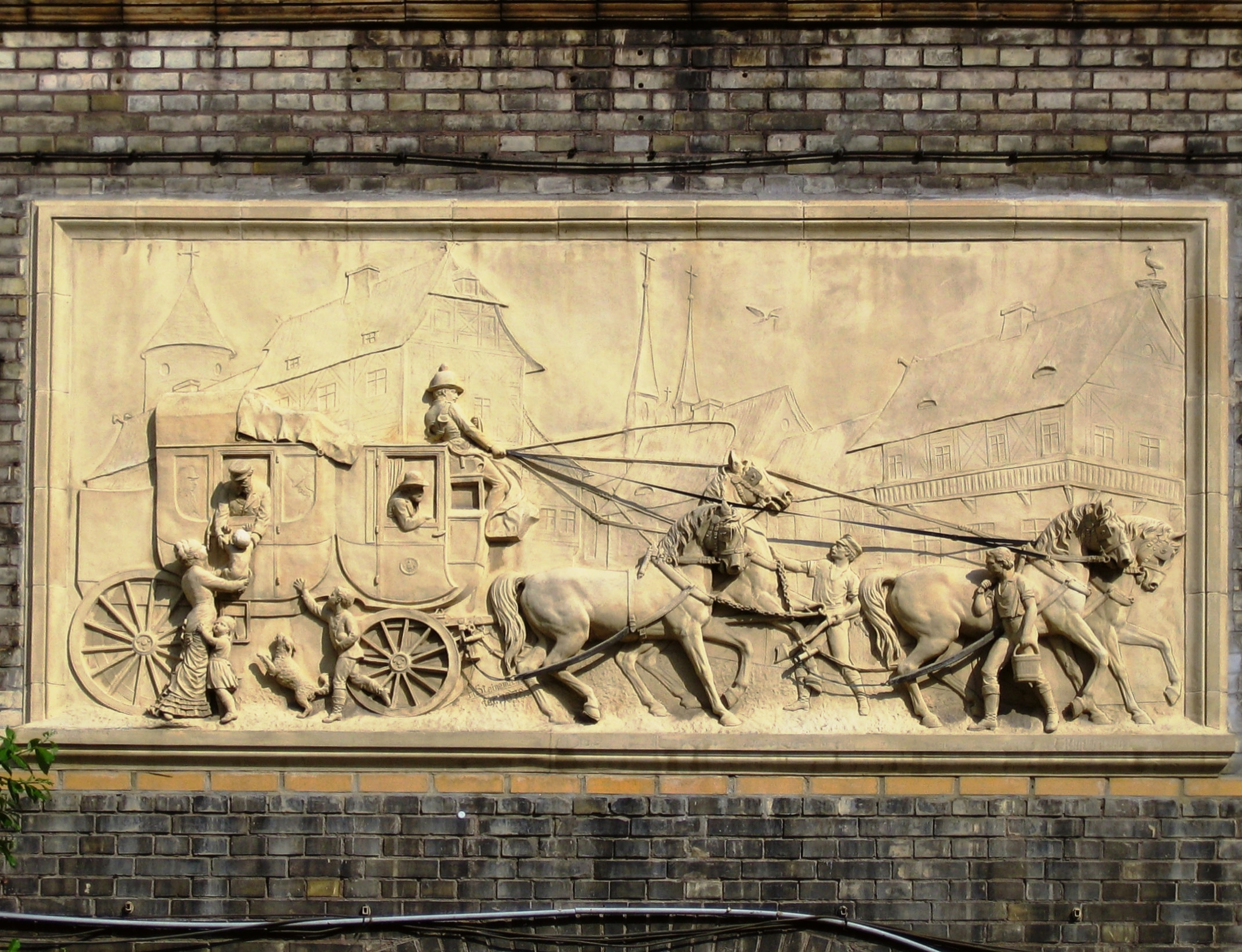
Terrakotta-Relief im Hof des Gebäudes
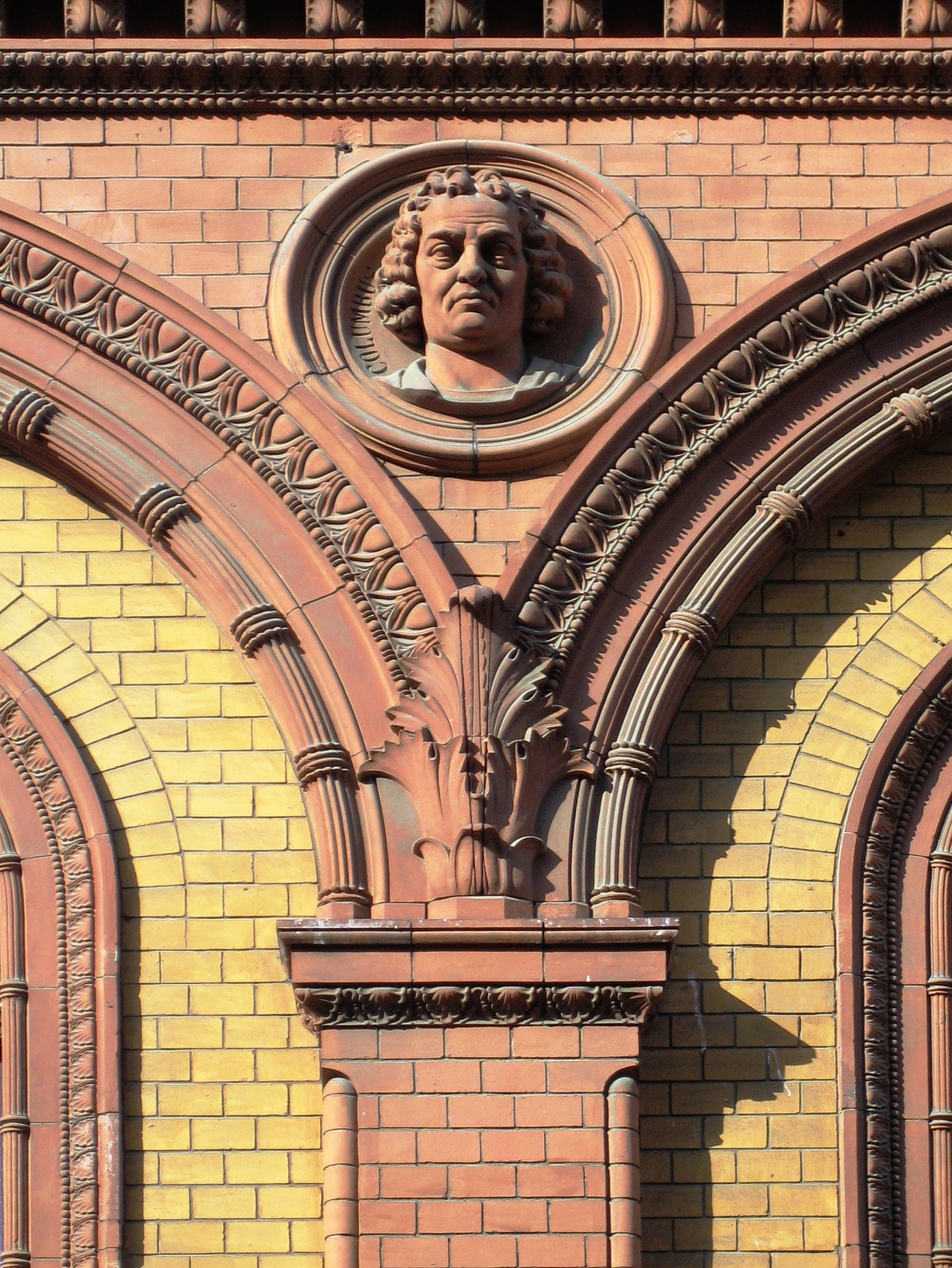
Porträt von Christoph Columbus

## Liste der Porträts
Zwischen den Rundbögen der Fenster im Erdgeschoss des Gebäudes sind folgende Porträts angebracht:
- (Nr. 1) – Darius I., Sohn des Hystaspes (549–485 v. Chr.)
- (Nr. 2) – Herodot (484–425 v. Chr.)
- (Nr. 3) – Marcus Vipsanius Agrippa (ca. 63–12 v. Chr.)
- (Nr. 4) – Marco Polo (ca. 1254–1324)
- (Nr. 5) – Johann Gutenberg (um 1400–1468)
- (Nr. 6) – Christoph Kolumbus (1451–1506)
- (Nr. 7) – Franz von Taxis (um 1459–1517)
- (Nr. 8) – Nikolaus Kopernikus (1473–1543)
- (Nr. 9) – Luigi Galvani (1737–1798)
- (Nr. 10) – James Watt (1736–1819)
- (Nr. 11) – Alessandro Volta (1745–1827)
- (Nr. 12) – Johann Friedrich von Seegebarth (1747–1823)
- (Nr. 13) – Karl August von Hardenberg (1750–1822)
- (Nr. 14) – Alexander von Humboldt (1769–1859)
- (Nr. 15) – Karl Ferdinand Friedrich von Nagler (1770–1846)
- (Nr. 16) – Carl Friedrich Gauß (1777–1855)
- (Nr. 17) – Gottlob Heinrich Schmückert (1790–1862)
- (Nr. 18) – Benjamin Franklin (1706–1790)
- (Nr. 19) – George Stephenson (1781–1848)
- (Nr. 20) – Hans Christian Ørsted (1777–1851)
- (Nr. 21) – Samuel F. B. Morse (1791–1872)
- (Nr. 22) – August von der Heydt (1801–1874)
- (Nr. 23) – Werner von Siemens (1816–1892)
- (Nr. 24) – Carl August von Steinheil (1801–1870)
- (Nr. 25) – unbekannt, im Krieg zerstört
- (Nr. 26) – Gustav Robert Kirchhoff (1824–1887)